# Menhir von Invershin Farm

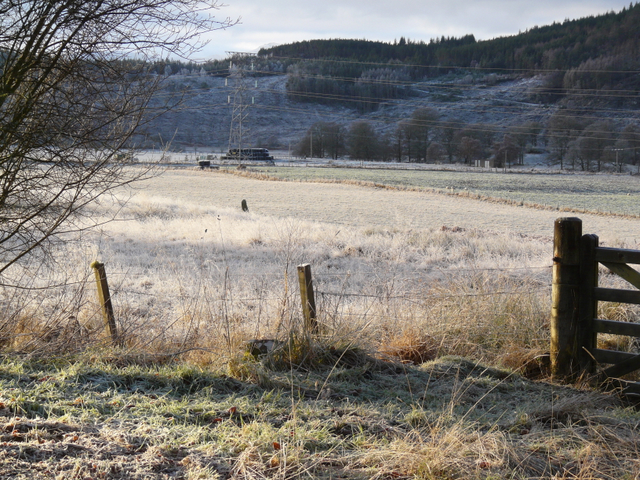
Menhir von Invershin Farm

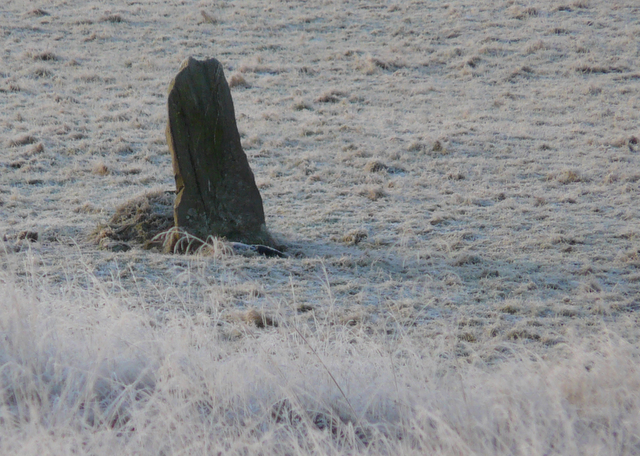
Menhir von Invershin Farm

Der Menhir von Invershin Farm (englisch Invershin Farm Stone) steht in einem Feld zwischen Inveran und Invershin, zwischen der Straße A837 und dem Fluss Kyle of Sutherland bei Lairg in Sutherland in Schottland. Das Gebiet ist ein niedriges Flusstal, das von Hügeln umgeben ist.
Der etwa 1,65 m hohe, an der Basis 0,75 × 0,43 m messende Menhir (englisch Standing stone) hat starke vertikale Streifen und einen diagonalen Quarzstreifen, der auf beiden Seiten sichtbar ist. Er weist eine leichte Neigung nach Osten auf. Südlich davon ragt ein Stein in der Form eines Hogback bis zu einer Höhe von ungefähr 0,3 m aus dem Boden. Um den Stein herum auf etwa 20 m erstreckt sich ziemlich gut sichtbar eine Quarzitstreuung. 